# Man (Familienname)
Man ist ein Familienname.

## Namensträger
- Bruce Man Son Hing (* 1964), US-amerikanischer Tennisspieler
- Chella Man (* 1998), US-amerikanischer YouTuber, Schauspieler, Model und LGBT-Aktivist
- Man Dandan (* 1989), chinesische Skilangläuferin
- Daniel Man (* 1969), englischer Künstler
- Dennis Man (* 1998), rumänischer Fußballspieler
- Felix H. Man (1893–1985), deutsch-britischer Photograph
- Filip De Man (* 1955), flämischer Politiker und Journalist
- Frédérique de Man (* 1955/1956), niederländische Diplomatin
- Genadi Man (* 1956), russischer Manager
- Harald de Man (* 1973), niederländischer Skiläufer
- Hendrik de Man (1885–1953), belgischer Theoretiker des Sozialismus und Politiker
- Johannes Govertus de Man (1850–1930), niederländischer Zoologe
- Mark De Man (* 1983), belgischer Fußballspieler
- Paul de Man (1919–1983), belgischer Literaturwissenschaftler und Philosoph
- Preben De Man (* 1996), belgischer Fußballspieler
- Roderik de Man (* 1941), niederländischer Komponist
- Maximiliaan Jacob de Man (1731–1785), niederländischer Mediziner
- Man Shwe (* 1947), Militärangehöriger und Politiker aus Myanmar
- Victor Man (* 1974), rumänischer Maler